# Maria Fiodorova
Maria Fiodorova (en russe : Фёдорова, Мария Алексеевна), née le 28 mars 1859 (9 avril dans le calendrier grégorien), à Saint-Pétersbourg, dans l'Empire russe et décédée en 1934, à Helsinki, en Finlande, est une peintre russe de paysages. Dans les dernières années de sa vie, elle s'est également intéressée a l'iconographie.

## Biographie
Maria Fiodorova est née le 28 mars 1859 (9 avril dans le calendrier grégorien), près de Saint-Pétersbourg, dans une famille de comptables.
En 1878, elle commence à étudier à l'école de dessin de la société pour la promotion des arts de Saint-Pétersbourg. À partir de 1881, elle fréquente l'Académie russe des Beaux-Arts comme élève libre, sans terminer l'ensemble du cursus.
Toujours est-il que Anna Ostroumova-Lebedeva, qui est entrée en 1892 à l'Académie, se souvient que Maria Fiodorova était l'une des quatre jeunes filles qui suivaient les cours de l'Académie à faire partie de la première promotion de 1890-1891 après que l'Académie ait autorisé l'accès des femmes aux cours à titre officiel (et plus seulement d'élèves libres). Elle ne se souvient que de ces quatre-là, mais en fait il y avait 14 étudiantes officielles et libres confondues :
- Elena Klokatchiova
- Elisaveta Martynova
- Lioudmila Savitch
- Maria Fiodorova[4].

En 1890, Maria Fiodorova obtient une petite médaille et en 1891 une grande médaille de cette Académie des Beaux-Arts. Elle est élève de l'atelier d'Ivan Chichkine. En 1892, elle obtient un certificat de professeur de dessin pour l'enseignement dans les gymnasiums féminins. Elle voyage beaucoup en Russie, dans les régions du cours de la Volga. Elle participe aux expositions de la Société des artistes de Saint-Pétersbourg (ru) et de la société de Moscou des amateurs d'art et de l'académie de peinture. En 1898, Ivan Aïvazovski envoie au conseil de l'académie une demande pour que lui soit attribué un titre honorifique pour ses réalisations picturales et le succès qu'elle a connu. Après la Révolution d'Octobre, au début des années 1920, elle émigre en Finlande.
En 1923, elle organise ensemble avec le peintre Grigor Auer (ru) (1882—1967) des expositions conjointes à Vyborg et dans le salon Strinbergе à Helsinki. Elle fait partie, à partir de 1933, de la Société des artistes russes de Finlande et expose ses toiles dès la première exposition de cette société (1933).

## Œuvres
Sa toile la plus connue est Au mauvais temps, réalisée en 1891, achetée la même année par Pavel Tretiakov pour la Galerie Tretiakov,. L'une des toiles les plus intéressantes de la peintre est Le Soir qui est conservée au Musée d'art de Poltava. On trouve également des toiles de cette artiste exposées au musée de Taganrog et au musée de Riazan. Il en existe aussi dans les collections privées en Russie et en Finlande.
|                    |                              | Maria Feodorova (1859-1934) |                            |
| Paysage de rivière | Moment paisible à la rivière | Au potager                  | Coucher de soleil en hiver |

Maria Fiodorova a également réalisé des icônes du Sauveur et de la Vierge Marie pour l'église Saint-Nicolas à Helsinki et également des icônes du Saint Suaire et du Golgotha pour l'église de l'Intercession d'Helsinki.